# Museo Nacional de Historia Natural Prof. Eugenio de Jesús Marcano
El  Museo Nacional de Historia Natural, Prof. Eugenio de Jesús Marcano Fondeur, es un museo situado en la Plaza de la Cultura Juan Pablo Duarte en Santo Domingo, República Dominicana, construido por el Dr. Joaquín Balaguer en el año 1974 y abrió sus puertas al público en el año 1982.  El edificio consta de siete niveles, Cuatro pisos son salas para exhibiciones y tres niveles soterrados que es donde los científicos trabajan.  Es una institución estatal creada con el fin de la conservación de la biodiversidad de la región del Caribe y de su estudio. Este museo posee la colección científica más grande de fauna del país con más de ciento treinta mil ejemplares de vertebrados e invertebrados.
Está orientado a la naturaleza y su función no es solo exhibir muestras locales sino también se encarga de estudiarlas y preservarlas. 

## Composición

### Sala del Universo
En esta sala se presentan videos del planeta adquiridos por el telescopio espacial Hubble y también los facilitados por la Administración Nacional de la Aeronáutica y del Espacio (NASA) de Estados Unidos.

### Sala de la Tierra
Aquí se presentarán de forma sencilla algunos conocimientos básicos organizados en torno al eje global.

### Sala Historia de la Vida
La museografía lleva al visitante a un recorrido desde el Big Bang y el origen del Universo hasta la biodiversidad presente.

### Sala de los Gigantes Marinos "Amaury Villalba"
En esta sala se exhiben peces, chalotes, delfines, manatíes y ballenas. Lleva el nombre del artista dominicano Amaury Villalba quien hizo el trabajo de montar algunas de las exhibiciones armando los esqueletos de estos cetáceos.

### Sala Ecológica  esta sala "Julio Cicero"
Las tradicionales maquetas están en esta sala desde la apertura del museo en el año 1982,  las cuales han sido actualizadas. Lleva el nombre del destacado naturalista y biólogo Prof. Julio Cicero.

### Sala de las Aves "Annabelle Stockton de Dod"
En esta sala se pueden apreciar más de diez mil especies de aves de Las Antillas además cuenta con una exhibición de pieles correspondiente a ciento veintidós especies.  Hay exhibiciones de aves migratorias, aves introducidas y aves residentes así como una exhibición de la Cigua palmera que es el ave nacional de República Dominicana. Lleva el nombre Annabelle Stockton de Dod quien colaboró durante muchos años en el museo.

### Sala de Biogeografia
La sala está dedicada a todos los seres vivos que habitan la tierra y en ella se encuentran osos de diferentes localidades, pingüinos, leopardo y búfalos.

### Sala Eugenio de Jesús Marcano Fondeur
En honor  a Eugenio de Jesus Marcano Fondeur uno de los más destacados Naturalistas de estos tiempos y quien fue director del Museo.

### Buche Inolvidable
En esta sala se exhibe el cuerpo de un chimpancé que habitó durante unos 40 años en el Jardín zoológico de Santo Domingo llamado Buche.

### Peces Cartilaginosos
Peces cartilaginosos son exhibidos en esta sala. Tiburones Selachimorpha, calamares y otros peces marinos.

### Insectos
En esta sala se exhiben insectos de La Hispaniola, así como Lepidoptera y Coleoptera.